# Municipio de Nester
El municipio de Nester (en inglés: Nester Township) es un municipio ubicado en el condado de Roscommon, en el estado estadounidense de Míchigan. En el año 2010 tenía una población de 295 habitantes y una densidad poblacional de 1,58 personas por km².

## Geografía
El municipio de Nester se encuentra ubicado en las coordenadas 44°12′3″N 84°27′39″O / 44.20083, -84.46083. Según la Oficina del Censo de los Estados Unidos, el municipio tiene una superficie total de 187,15 km², de la cual 184,8 km² corresponden a tierra firme y (1,25%) 2,34 km² es agua.

## Demografía
Según el censo de 2010, había 295 personas residiendo en el municipio de Nester. La densidad de población era de 1,58 hab./km². De los 295 habitantes, el municipio de Nester estaba compuesto por el 96,27% blancos, el 0,34% eran amerindios y el 3,39% pertenecían a dos o más razas. Del total de la población, el 1,36% eran hispanos o latinos de cualquier raza.